# Massimo Ghini
Pour les articles homonymes, voir Ghini.
Massimo Ghini, né le 12 octobre 1954 à Rome (Italie), est un acteur et metteur en scène italien.

## Biographie
Conjoint : Nancy Brilli (de 1987 à 1990)

## Filmographie

### Au cinéma

#### Acteur
- 1979 : Re Lear
- 1980 : Moto massacre
- 1981 : Anna Kuliscioff
- 1981 : I ragazzi di celluloide
- 1982 : Delitto di stato (it)
- 1982 : Il diavolo al Pontelungo
- 1982 : Il fascino dell'insolito
- 1982 : La Biondina (it)
- 1983 : Tre anni
- 1984 : La Maschera e il volto
- 1984 : La Neve nel bicchiere (it)
- 1985 : La Ballata di Eva (it) : Tano
- 1985 : Segreti segreti : Capitaine Felici
- 1986 : La Fronda inutile - Ciano, Bottai e Grandi
- 1986 : Une île
- 1987 : Así como habían sido : Tomás
- 1987 : Ellepi
- 1987 : La sposa era bellissima (it) : Sergio
- 1987 : Der Joker (de) : Toni Blach
- 1987 : Portami la luna
- 1988 : Compagni di scuola : On. Mauro Valenzani
- 1988 : Due fratelli (it)
- 1990 : Italia-Germania 4-3 (it) : Federico
- 1990 : Les Cavaliers de la gloire : Abdelmalek
- 1990 : Nel giardino delle rose (it) : Claudio
- 1991 : Americano rosso : Questore Santesso
- 1991 : La Contre-allée d'Isabel Sebastian : Pierre
- 1991 : La Riffa : Cesare
- 1991 : Una storia semplice : Traveling Salesman
- 1991 : Zitti e mosca (it) : Massimo
- 1992 : Persone perbene (it) : Carlo
- 1992 : Volevamo essere gli U2 (it) : Ziffer
- 1993 : Cominciò tutto per caso (it) : Luca
- 1993 : Es lebe die Liebe, der Papst und das Puff : Wolf
- 1994 : Anime fiammeggianti (it) : coppia della Mercedes, lui
- 1994 : La bella vita : Gerry Fumo
- 1994 : Senza pelle - Écorché vif : Riccardo
- 1995 : Alleluja, brava gente (it)
- 1995 : L'Otage : Commissario
- 1995 : La Famiglia Ricordi
- 1995 : Secret d'état : Carlo Tommasi
- 1995 : Uomini uomini uomini (it) : Sandro
- 1996 : Remake, Rome ville ouverte : Roberto Rossellini
- 1996 : Va où ton cœur te porte (Va' dove ti porta il cuore) de Cristina Comencini : Augusto
- 1997 : Il carniere : Renzo
- 1997 : La Trêve : Cesare
- 1998 : I giardini dell'Eden : Soldato romano
- 1998 : La Missione (it)
- 1998 : Tutti gli uomini sono uguali (it)
- 1999 : Camino de Santiago
- 1999 : Een vrouw van het noorden : Capitaine Adolfo
- 1999 : Grazie di tutto : Pierpaulo
- 1999 : Un thé avec Mussolini : Paolo Guarnieri
- 1999 : Via Borromini
- 2000 : Il suffit d'une nuit : Beppino Leopardi
- 2000 : Mary Magdalene : Vitellius (téléfilm)
- 2001 : CQ : Fabrizio
- 2001 : Come l'America
- 2001 : Dr Lucille - La Remarquable histoire de Lucille Teasdale
- 2002 : High Speed : Mario
- 2002 : Jean XXIII : le pape du peuple : jeune Angelo Roncalli
- 2002 : Nos miran : José
- 2003 : Il pranzo della domenica : Massimo Papi
- 2003 : Imperium : Augustus
- 2003 : La Cittadella (it)
- 2003 : Marcondirondera
- 2003 : The Ride (it) : Mario
- 2004 : Rome enquête criminelle
- 2005 : Edda (it)
- 2005 : Meucci (it)
- 2005 : Natale a Miami : Mario
- 2005 : Piano 17 (it) : Matteo Mancini
- 2006 : Natale a New York : Claudio
- 2006 : Raccontami (it)
- 2007 : Era mio fratello (it)
- 2007 : Guido che sfidò le Brigate Rosse : Guido Rossa
- 2007 : Piper (it)
- 2008 : Dr. Clown
- 2008 : Natale a Rio (it) : Mario Patani
- 2008 : Tutta la vita davanti : Claudio
- 2009 : Enrico Mattei - L'Uomo che guardava al futuro (it)
- 2009 : Natale a Beverly Hills (it) : Alipandro
- 2009 : Sui tuoi passi (it)
- 2010 : Gli ultimi del paradiso (it)
- 2010 : Natale in Sudafrica (it) : Rischio
- 2011 : Amici miei - Come tutto ebbe inizio : Manfredo Alemanni
- 2011 : Non al denaro, non al vento nè al sole
- 2012 : Titanic : De sang et d'acier (série télévisée)
- 2012 : Vi perdono ma inginocchiatevi (it)
- 2013 : Indovina chi viene a Natale ? (it) : Poliziotto
- 2013 : Rien ne peut nous arrêter (Niente può fermarci) : Ippolito
- 2013 : Outing - Fidanzati per sbaglio (it) : Roberto Mancini
- 2014 : Il candidato
- 2015 : La Catturandi
- 2015 : Vacanze ai Caraibi (it) : Ottavio Vianale
- 2016 : Matrimoni e altre follie (it)
- 2016 : Non si ruba a casa dei ladri (it) : Simone Santoro
- 2018 : Un Noël cinq étoiles : Premier Ministre Franco Rispoli
- 2018 : Un ennemi qui te veut du bien (it) (Un nemico che ti vuole bene) : Pietro
- 2018 : Une famille italienne : Sandro
- 2019 : De sable et de feu
- 2019 : L'Agenzia dei bugiardi (it) : Alberto
- 2019 : The New Pope
- 2019 : Vivere de Francesca Archibugi